# Surgana
Surgana es una ciudad censal situada en el distrito de Nashik en el estado de Maharashtra (India). Su población es de 6263 habitantes (2011). Se encuentra a 71 km de Nashik.

## Demografía
Según el censo de 2011 la población de Surgana era de 6263 habitantes, de los cuales 3195 eran hombres y 3068  eran mujeres. Surgana tiene una tasa media de alfabetización del 86,35%, superior a la media estatal del 82,34%: la alfabetización masculina es del 90,90%, y la alfabetización femenina del 81,64%.